# Ralph Alexander Lorz

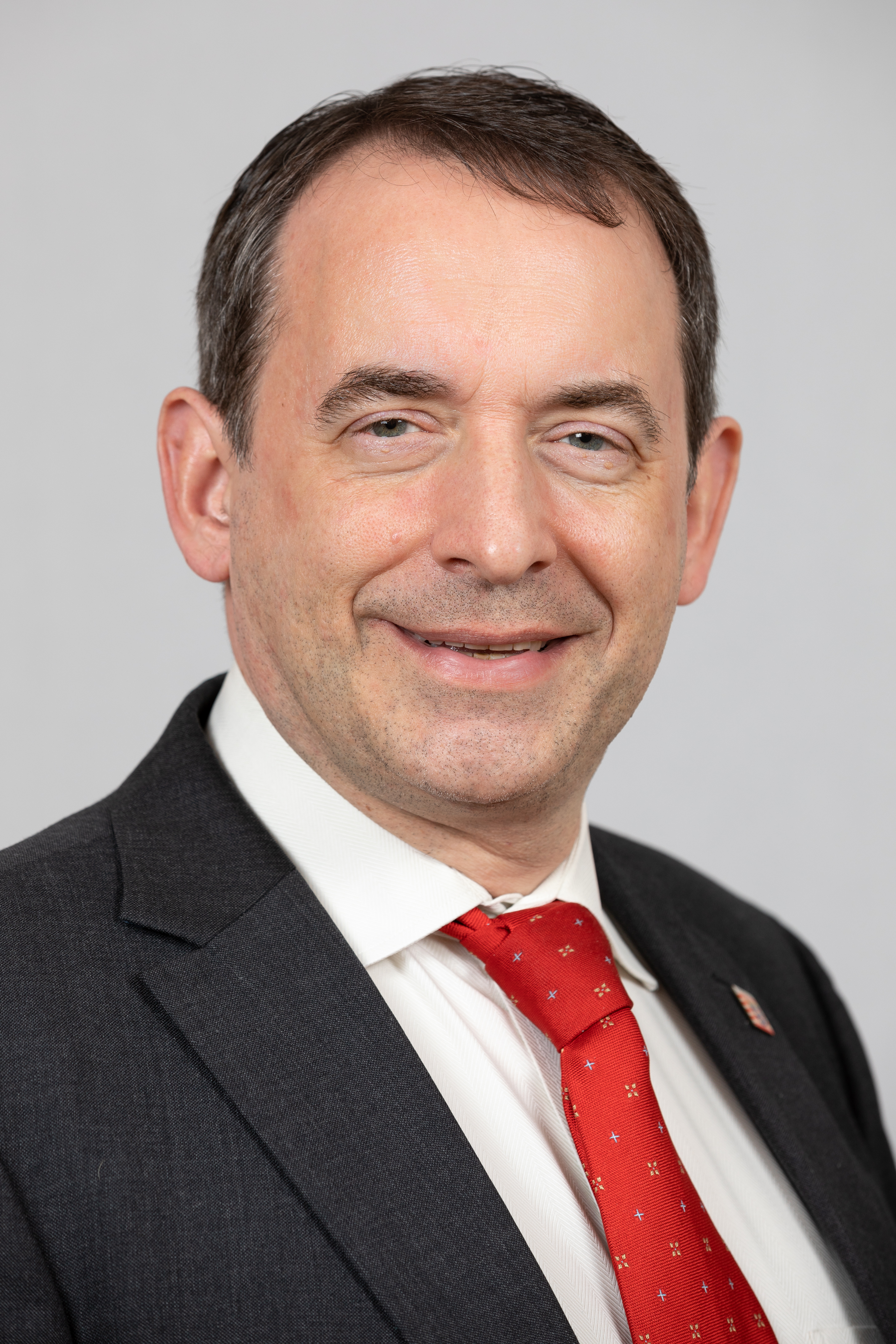
Ralph Alexander Lorz (2019)

Ralph Alexander Lorz (meist nur R. Alexander Lorz; * 30. November 1965 in Nürnberg) ist ein deutscher Rechtswissenschaftler und Politiker (CDU). Seit dem 18. Januar 2024 ist er Hessischer Minister der Finanzen im Kabinett Rhein II.
Zuvor war er vom 18. Januar 2014 bis zum 18. Januar 2024 Hessischer Kultusminister in den Kabinetten Bouffier II, Bouffier III und Rhein I. Seit 2017 gehörte er dem Präsidium der Kultusministerkonferenz an. 2019 war er Präsident der Kultusministerkonferenz. 

## Leben und Beruf
Im Alter von fünf Jahren zog Lorz mit seiner Familie nach Frankfurt und vier Jahre später weiter nach Wiesbaden. 1983 erwarb er das Abitur an der Diltheyschule in Wiesbaden. Anschließend studierte er bis 1988 an der Johannes Gutenberg-Universität Mainz Jura und Volkswirtschaftslehre. Er war Stipendiat der Studienstiftung des deutschen Volkes. Nach dem Studium wirkte er als wissenschaftlicher Mitarbeiter des Völkerrechtlers Eibe Riedel an der Universität Marburg. Nach dem Referendariat und der Promotion zum Dr. iur. 1992 (Thema: Modernes Grund- und Menschenrechtsverständnis und die Philosophie der Freiheit Kants) legte Lorz 1993 die Zweite juristische Staatsprüfung ab. Während eines Aufenthalts in den USA bis 1994 erwarb er als Stipendiat der Haniel Stiftung an der Harvard Law School den Titel Master of Laws und absolvierte ein Praktikum bei der Anwaltsfirma Gadsby & Hannah. Zudem legte er in den USA das „New York State Bar Exam“ ab und erhielt daraufhin die Zulassung als Attorney-at-Law.
Nach der Rückkehr nach Deutschland im Jahr 1994 wirkte Lorz bis 2000 als wissenschaftlicher Assistent von Eibe Riedel an der Universität Mannheim, wo er sich 1999 habilitierte und die Lehrbefugnis für Öffentliches Recht einschließlich Völker- und Europarecht sowie Rechtsphilosophie erhielt. Im Jahr 2000 erhielt Lorz einen Lehrstuhl als ordentlicher Professor für deutsches und ausländisches öffentliches Recht, Völkerrecht und Europarecht an der Heinrich-Heine-Universität Düsseldorf. 2008 blieb seine Bewerbung um das Amt des Rektors der Düsseldorfer Universität ohne Erfolg. 2012 fungierte er als Dekan der dortigen juristischen Fakultät. Zur Wahrnehmung seiner politischen Aufgaben als Staatssekretär in Hessen wurde er von seiner universitären Tätigkeit beurlaubt. Seit 2014 ist Lorz außerplanmäßiger Professor an der Heinrich-Heine-Universität Düsseldorf.
Er war in erster Ehe mit Birgit Zeimetz verheiratet und hat mit ihr einen Sohn. In zweiter Ehe ist er mit Alexandra Diehl verheiratet und hat mit ihr eine Tochter.

## Politische Laufbahn
Mit zwölf Jahren wurde Lorz Mitglied der Schüler-Union, mit 15 der Jungen Union und mit 18 der CDU. Im Kreisverband Wiesbaden und im Bezirksverband Nassau der Jungen Union war er jeweils stellvertretender Vorsitzender. Von 1991 bis 1993 war er Mitglied im Landesvorstand der Jungen Union Hessen unter anderem als Referent für Grundsatzfragen, 1995 bis 2001 gehörte er dem Kreisvorstand der CDU Wiesbaden an. Von 2007 bis 2009 war Lorz im Kabinett Koch II Staatssekretär im hessischen Ministerium für Wissenschaft und Kunst. Am 1. Juni 2012 wurde er im Kabinett Bouffier I zum Staatssekretär im Hessischen Kultusministerium ernannt. Vom 18. Januar 2014 bis zum 18. Januar 2024 war er Hessischer Kultusminister in den Kabinetten Bouffier II, Bouffier III und Rhein I. Im Zuge der Bildung des Kabinetts Rhein II wechselte er am 18. Januar 2024 in das Amt des Ministers der Finanzen.
Bei den Landtagswahlen 2018 und 2023 wurde er im Wahlkreis Wiesbaden II in den Hessischen Landtag gewählt. 
Lorz fiel medial besonders im Juni 2025 durch eine Petition der Gewerkschaft GEW auf, die zusammen mit ver.di die Hochschulproteste anführt und die massiven Kürzungen der Landesregierung im Bildungssektor kritisiert. Die Kritik am Hochschulpakt wird besonders von den großen hessischen Hochschulen wie der TU Darmstadt oder der Goethe-Universität Frankfurt getragen.
Der CDU-Parteitag im Mai 2024 wählte Lorz erstmals als Beisitzer in den CDU-Bundesvorstand.